# Арно Яр
Арно Яр (нім. Arno Jahr; 3 грудня 1890, Тойхерн — 21 січня 1943, Орел) — німецький воєначальник, генерал-лейтенант вермахту. Кавалер Лицарського хреста Залізного хреста.

## Біографія
4 липня 1909 року вступив у Прусську армію. Учасник Першої світової війни. 31 січня 1920 року демобілізований і наступного дня вступив у поліцію. 21 листопада 1935 року перейшов у вермахт. З січня 1941 року — керівник інженерних частин 17-ї армії. З 1 лютого 1942 року — командир 387-ї піхотної дивізії, одночасно з 15 по 20 січня 1943 року виконував обов'язки командира 24-го танкового корпусу. Застрелився.

## Звання
- Фанен-юнкер (4 липня 1909)
- Фенріх (22 березня 1910)
- Лейтенант (16 листопада 1910)
- Обер-лейтенант (22 березня 1915)
- Гауптман (22 березня 1918)
- Гауптман поліції (1 лютого 1920)
- Майор поліції (1 липня 1931)
- Оберст-лейтенант поліції (1 жовтня 1935)
- Оберст-лейтенант (21 листопада 1935)
- Оберст (1 січня 1937)
- Генерал-майор (1 грудня 1940)
- Генерал-лейтенант (1 грудня 1942)

## Нагороди
- Залізний хрест 2-го і 1-го класу
- Почесний хрест ветерана війни з мечами
- Медаль «За вислугу років у Вермахті» 4-го, 3-го, 2-го і 1-го класу (25 років)
- Застібка до Залізного хреста 2-го і 1-го класу
- Нагрудний знак «За танкову атаку»
- Медаль «За зимову кампанію на Сході 1941/42»
- Німецький хрест в золоті (15 листопада 1941)
- Лицарський хрест Залізного хреста (22 грудня 1942)